# Zrychlovač

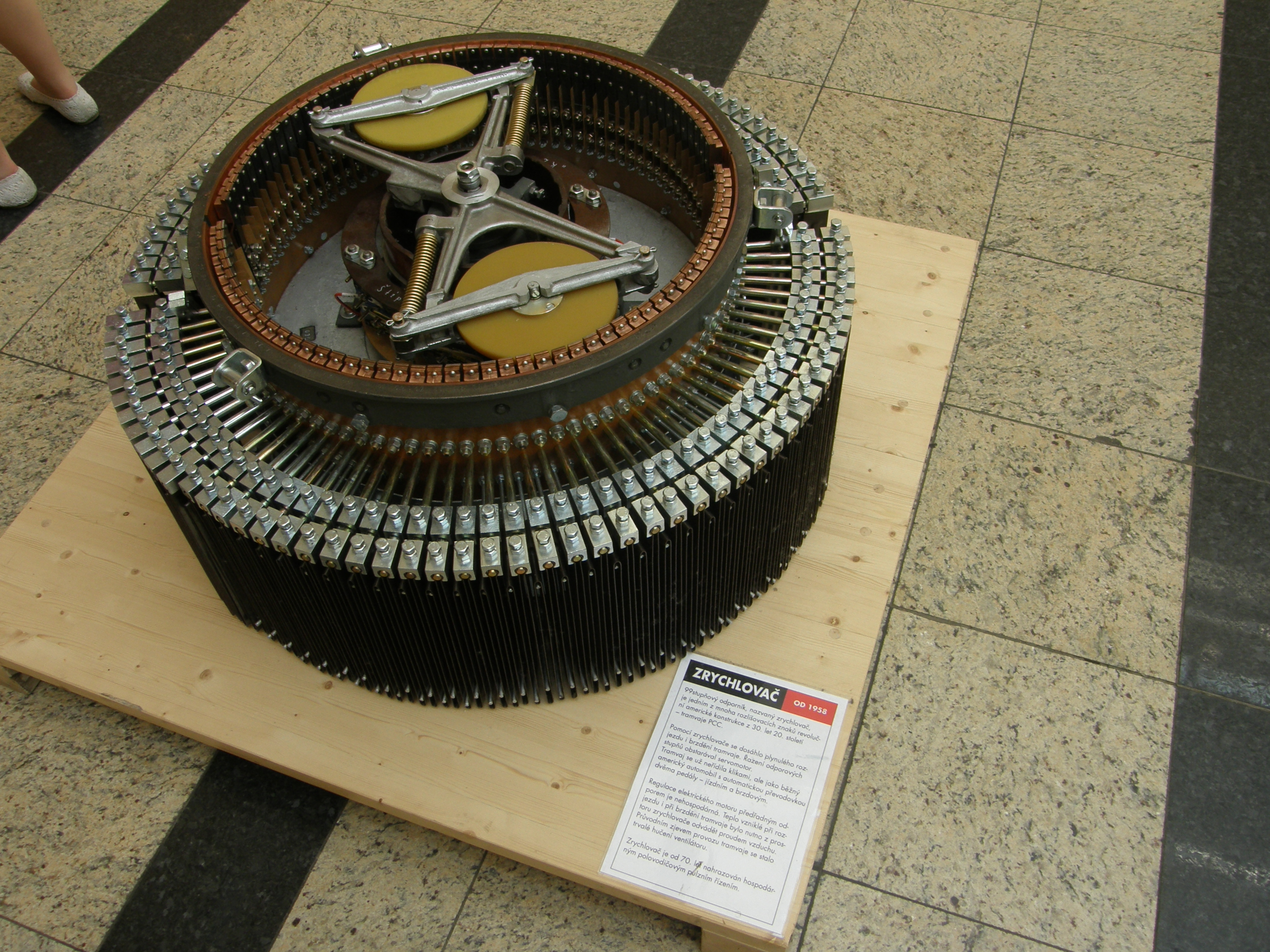
Zrychlovač pro tramvaje Tatra na výstavě v Brně

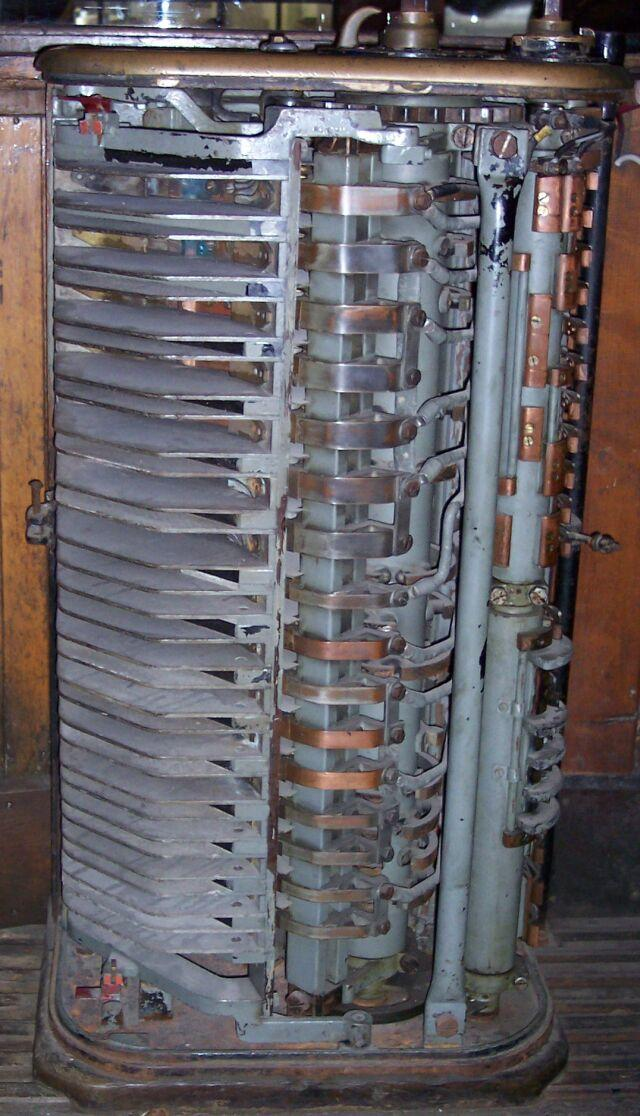
Kontrolér, předchůdce zrychlovače

Zrychlovač je jednoúčelové elektrické zařízení, které je součástí elektrické výzbroje tramvajových vozů koncepce PCC (starší tramvaje Tatra). Jeho účelem je regulovat proud v trakčním obvodu při zrychlování (akceleraci) nebo zpomalování vozidla (viz Odporová regulace výkonu). Sdružuje funkci reostatu (proměnného rezistoru řazeného sériově ke spotřebiči) s funkcí zpětnovazebního regulátoru proudu.

## Princip, odlišnost od dřívějších koncepcí

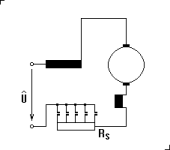
Zapojení zrychlovače do sériového motoru

Před vznikem koncepce PCC byl ke spínání kombinací rozjezdových a brzdových odporů užíván kontrolér, skříň s mohutným vačkovým přepínačem, který ovládal řidič tramvaje ručně klikou. Odpory byly od kontroléru prostorově odděleny, umístěny pod podlahou tramvaje nebo na střeše, zatímco skříň kontroléru byla umístěná na plošině tramvaje před řidičem. Tramvaj obvykle nebyla vybavena žádnými měřicími přístroji, rychlost řidič odhadoval sluchem nebo zrakem a podle zkušenosti volil přímo odporový stupeň. Obvykle u řízení stál. Tramvaj obvykle neměla ani pomocnou síť nízkého napětí, která by umožňovala zabudování nějaké alespoň minimální automatizace.
Zavedení elektrických výzbrojí se zrychlovačem práci řidiče podstatně změnilo. Hloubkou sešlápnutí jízdního (brzdového) pedálu volí podle traťových a provozních poměrů velikost rozjezdového (brzdového) proudu, o jehož udržování na konstantní hodnotě se stará automatika. Řidič je uvolněn od části mechanických úkonů a může se více soustředit na sledování dopravní situace a adhezních poměrů; při řízení sedí. Konstantnímu proudu odpovídá konstantní kroutící moment trakčních motorů a tím konstantní zrychlení (zpomalení) vozidla; díky nepřímému ovládání mohl být počet odporových stupňů několikanásobně zvýšen a rozjezd je proto plynulejší.
Zrychlovač je v trakčním obvodu zapojen sériově ke všem stejnosměrným trakčním elektromotorům, ty jsou pak zapojeny tzv. sérioparalelně (v rámci podvozku sériově a oba podvozky vzájemně paralelně). V původním zapojení výzbroje PCC bylo toto spojení motorů trvalé - bylo upuštěno od jinde obvyklého přechodu ze sériového spojení všech motorů k sérioparalelnímu v průběhu rozjezdu.
Při rozjezdu tramvaje zrychlovač zvyšuje výkon trakčních motorů postupným snižováním svého elektrického odporu. Zrychlovač není ovládán přímo mechanickými převody z pedálu, ale prostřednictvím pilotmotoru poháněného napětím 24 V z řídicího elektrického obvodu. Pilotmotor je ovládán omezovacím relé, který je ovlivňován pedály jízdy a brzdy i aktuální rychlostí kol vozidla. 
Od poloviny 70. let jsou k dispozici elektrické výzbroje založené na použití pulzních měničů a odděleného brzdového odporníku, zprvu založené na použití tyristorů, později tranzistorů, které umožňují náhradu zrychlovačového řízení "jedna ku jedné" hospodárnější technologií při zachování ostatních rysů koncepce PCC, a to jak při modernizacích stávajících vozů, tak v novovýrobě.
Konstrukce zrychlovače nebyla pochopitelně ve své době (30. léta 20. století) svého druhu jediná, problém automatizace řízení proudu při rozjezdu řešilo více výrobců. Například italský výrobce dodal pro tramvaje v Janově systém s dokonce 2× 130 stupni, spínanými běžným lamelovým komutátorem.

## Konstrukční provedení
Kontrolér a odporník, u předchozích koncepcí oddělené, byly sdruženy do jednoho montážního celku. Zrychlovač má tvar válce, jehož plášť je tvořen 99 dvojicemi odporových vodičů, tvořených smyčkami z plechu. Nahoře, z vnitřní strany, je upevněn stejný počet jim odpovídajících kontaktních palců. 
Uvnitř kruhu je kontaktní ústrojí, nazývané podle svého vzhledu osmička zrychlovače. Je tvořeno otočnou konstrukcí, které je upevněna na hřídeli ve středu zrychlovače, přičemž na jejích koncích jsou umístěny kotouče z izolačního materiálu, které se odvalují po kontaktních palcích, z nichž vždy dvojici protilehlých palců spínají přitlačením k vnější stěně mísy. Přitlačené palce pak zkratováním vyřazují z trakčního obvodu část odporových plechů, zapojených v každé polovině zrychlovače do série. Kontaktní ústrojí se pohybuje v úhlovém rozsahu 180°, přičemž každá polovina zrychlovače reguluje odpor samostatně a obě poloviny zrychlovače jsou navzájem paralelně zapojeny. Hřídel s osmičkou zrychlovače je ovládána pilotmotorkem, který je poháněn z řídicího elektrického obvodu.

## Ovládání a funkce při jízdě
Při sešlápnutí pedálu jízdy pilotmotor otáčí tzv. osmičkou zrychlovače (jeho pohyblivou částí), čímž snižuje jeho odpor a tedy zvyšuje výkon motorů. V první fázi rozjezdu je trakční proud kromě zrychlovače veden v sérii ještě přes neměnné rozjezdové odpory, které jsou však přemostěny již v prvních sekundách rozjezdu. Poté je velikost zrychlení regulována vytáčením osmičky zrychlovače, hloubkou sešlápnutí se ovlivňuje rychlost pilotmotoru. Po dosažení 75. stupně (cca 35 km/h) je zrychlovač pomocí stykače přemostěn a tak vyřazen z trakčního obvodu. Po přemostění zrychlovače vůz ještě ve čtyřech stupních odbuzuje trakční motory přidáváním bočníků k budícím cívkám (tzv. šuntování) a tím ještě dochází k dalšímu – podstatnému – zvyšování rychlosti. Při jízdě na takto zeslabeném poli se zrychlovač dále pohybuje po stupních 76. až 99. ale pouze proto, aby bylo možné tyto stupně použít při zadání brzdy. 
Poloha osmičky zrychlovače během jízdy se automaticky přizpůsobuje rychlosti kol vozidla, aby v každém okamžiku byl obvod připraven na počátek brzdění. Zároveň i při jízdě setrvačností je tramvaj mírně elektrodynamicky brzděna takzvaným přípravným proudem, který je úměrný aktuální rychlosti vozidla. 
Při sešlápnutí pedálu brzdy dochází k obdobnému procesu jako při rozjezdu, avšak zrychlovač je do obvodu zapojen ihned při počátku brzdění a pilotmotor pohybuje osmičkou zrychlovače opačným směrem, jeho odpor klesá a brzdný účinek motorů spolu s rychlostí vozu roste, přičemž přiblížení osmičky zrychlovače druhé krajní poloze při dosažení velmi nízké rychlosti spustí čelisťové brzdy, protože brzdná síla elektrodynamické brzdy při malých rychlostech prudce klesá a tramvaj by nedobrzdila.

## Specifika tramvají se zrychlovačem

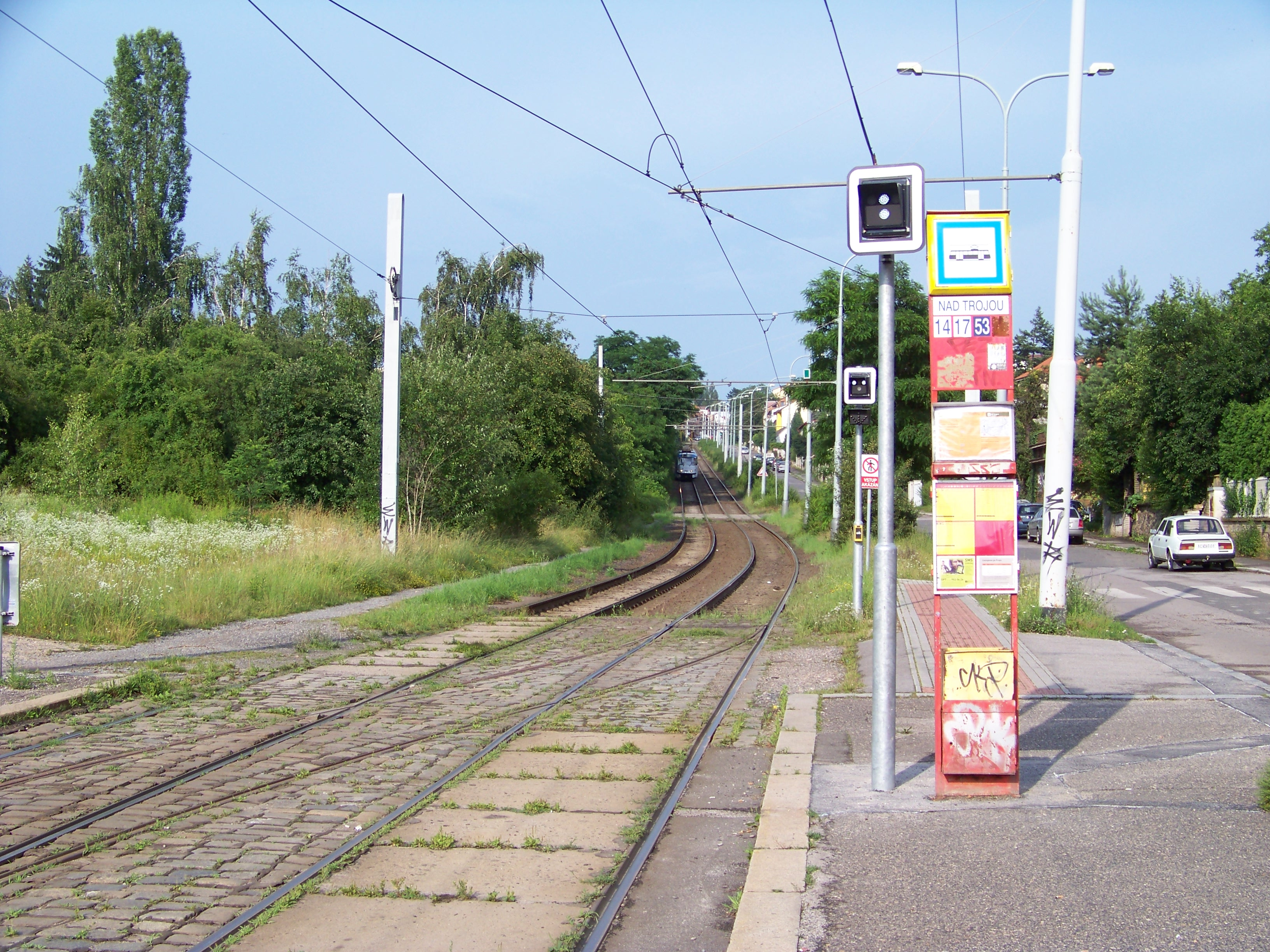
Speciální signalizace a rozjezdový úsek, které v Praze v zastávce Nad Trojou umožňují rozjezd tramvají do stoupání 80 promile na plnou rychlost (při obsazení úseku je vjezd zakázán).

Tramvaje se zrychlovačem jsou vysoce náročné na spotřebu elektrické energie, protože její značná část je mařena v odporech zrychlovače, kde se mění v tepelnou energii, aniž by mohla být rekuperována. K nehospodárnosti přispívá také nemožnost jízdy na sériové spojení motorů (pokus o úpravu v DP Brno je popsán zde).
Zrychlovač musí být za jízdy i nějakou dobu po zastavení neustále chlazen. To zajišťuje ventilátor poháněný motorgenerátorem, který je spuštěn po celou dobu, kdy má tramvaj zapnuté řízení. Zrychlovačové tramvaje Tatra při zapnutém řízení nevypínaly motorgenerátor ani po dobu delšího stání, kdy již je zrychlovač dostatečně zchlazen.
Zrychlovač není dimenzován na trvalé zatížení svého odporníku. Koncepce PCC předpokládá jízdu bez vlečných vozů a předpokládá, že při rozjezdu dojde v krátké době k vyřazení odporových stupňů a přemostění zrychlovače. Je blokováno odbrzdění při výpadku napětí, kdy není funkční chlazení, a předpisy upravují postup řidiče v případě, nastane-li výpadek napětí za jízdy. Vyznačením bezpečnostních zastavovacích míst, z nichž je nařízeno se rozjíždět samospádem, je omezeno nahromadění kinetické energie, která by přehřála zrychlovač. Prevence přehřátí zrychlovače je jedním z důvodů, proč na úsecích s delším nebo prudším stoupáním nebo klesáním je nařízena zvláštní technika jízdy. V některých úsecích je pro jízdu v klesání stanoveno rozmezí rychlosti (například v Praze na Trojské 20–25 km/h), jímž je zajištěn konkrétní či maximální stupeň dynamické brzdy; rozjezd do stoupání (v Praze v zastávce Nad Trojou) pouze na nejvyšší stupeň (plný nášlap pedálu jízdy) a s výjimkou mimořádných situací zákaz zpomalování nebo zastavování. Některé trati (například v Praze na Barrandov) mají tramvaje se zrychlovačem zcela zakázáno užívat. Některá z opatření proti příliš rychlé jízdě v klesajícím úseku však platí i pro tramvaje jiných koncepcí a slouží nejen proti přehřívání, ale i k prevenci případů, kdy by se tramvaj kvůli špatným adhezním podmínkám nebo závadě vymkla kontrole. 
Při potížích s napájecím systémem a při nahromadění více tramvají v témž napájecím úseku může při současném rozjezdu více tramvají docházet k přetížení sítě a zásahu jističů v měnírně. Jedním z opatření k prevenci takových výpadků bývala v době hromadných akcí typu spartakiád také mechanická úprava pedálů jízdy v tramvajích, spočívající v zašroubování zarážky, která znemožňovala hlubší sešlápnutí pedálu a tak snižovala maximální proudový ráz při rozjezdu.

## Typické závady
Zrychlovačové tramvaje jsou velice náchylné na závady způsobené nesprávnou technikou jízdy. 

### Připečení palce
Pokud zrychlovačem prochází trakční proud a aktuální poloha osmičky zrychlovače neodpovídá rychlosti vozidla nebo při různých proudových nárazech, dochází k připečení palce zrychlovače v přitlačené poloze. K tomu dochází zejména při nezvládnutí smyku nebo skluzu (pokud řidič sešlápne pedál jízdy nebo brzdy, aniž by předtím vyčkal vyrovnání rychlosti kol s rychlostí vozidla), nebo pokud řidič sešlápne ovládací pedál v době, kdy přípravný proud není po předchozí změně rychlosti ještě ustálen. Rovněž může k připečení palce dojít při projetí úsekového izolátoru nebo místa, kde odskakuje sběrač od troleje, se sešlápnutým pedálem jízdy. Rovněž zanedbaná údržba zrychlovače riziko vzniku závady zvyšuje. Připečený palec zrychlovače se charakteristicky projevuje tím, že po rozjezdu (po puštění pedálu jízdy) je přípravný proud neúměrně vysoký, tj. tramvaj místo jízdy setrvačností začne výrazně brzdit. U dvouvozových souprav je možné nouzové dojetí tak, že na jednom voze jsou trakční obvody vyřazeny pomocí přepínače „havarijní pojezd“ a elektrodynamický rozjezd a brzdění jsou pak aktivní pouze na zbylém voze. Pilotmotor na vyřazeném voze však i nadále během jízdy pracuje a pojíždění osmičky přes palce tak v některých případech způsobí uvolnění přilepeného palce. Dokud nedojde k přebroušení zrychlovače, je však vyšší riziko opětovného přilepení.

### Spálení odporových plechů
Popsáno výše mezi specifiky: ke spálení zrychlovače vede volba příliš nízkého stupně při rozjezdu do stoupání, nahromadění kinetické energie při jízdě z klesání, výpadek chlazení.